# Périgordien
Das Périgordien umfasst eine auf Südwestfrankreich (das Périgord) begrenzte regionale Gliederung des frühen und mittleren Jungpaläolithikums. Der in der Archäologie nur noch forschungsgeschichtlich relevante Begriff umfasst die heute geläufigen Kulturstufen des Châtelperronien, Aurignacien und Gravettien, nach 14C-Daten von etwa 38.000 bis 21.000 BP reichend. Ohne weitere Zusätze der Stufengliederung I – VII wurde der Begriff Périgordien synonym für den heute geläufigen Begriff Gravettien verwendet.

## Geschichte
Der Begriff Périgordien, abgeleitet vom Gebiet seines Vorkommens, dem Périgord, wurde 1933 von Denis Peyrony eingeführt, der ursprünglich sechs Unterstufen unterschied – Périgordien I bis Périgordien VI. Später fügte er Périgordien VII und Périgordien VIII (franz. Périgordien final) hinzu. Die Stufen korrelierte er anhand der Stratigraphie von La Ferrassie und Laugerie-Haute mit den fünf Stufen des Aurignacien – Aurignacien 0 bis Aurignacien IV.

## Verbreitung
Das Verbreitungsgebiet des Périgordien befindet sich zwischen Loire und Pyrenäen, sein Schwerpunkt liegt jedoch eindeutig im Périgord. In seinen oberen Stufen erweiterte sich dieses Kerngebiet bis nach Belgien im Norden und bis an den Don in Russland im Osten.

## Stratigraphie
Das Périgordien folgt auf das Moustérien und wird seinerseits vom Solutréen abgelöst. Es wird folgendermaßen untergliedert (vom Hangenden zum Liegenden):
- (Périgordien VIII)
- Périgordien VII
- Périgordien VI
- Périgordien V
- Périgordien IV – entspricht dem unteren Gravettien
- Périgordien III
- Périgordien II – entspricht dem Aurignacien 0
- Périgordien I – entspricht der Basis von Henri Breuils Aurignacien ancien. Wird jetzt allgemein als Châtelperronien bezeichnet.

Die Stufen Périgordien I–III werden als Unteres Périgordien (Périgordien inférieur oder Périgordien ancien), Périgordien IV und V als Mittleres Périgordien (Périgordien moyen) und Périgordien VI-VII als Oberes Périgordien (Périgordien supérieur oder Périgordien récent) zusammengefasst.

## Alter
Das Périgordien I (Unteres Périgordien) setzt bei etwa 38.000 Jahren BP ein. Das Périgordien IV (Mittleres Périgordien) beginnt bei zirka 28.000 Jahren BP und das Périgordien VI (Oberes Périgordien) bei 22.000 Jahren BP. Das Obere Périgordien endet schließlich um 21.000 Jahre BP und es beginnt das Solutréen.

## Klima
Klimatisch fällt das gesamte Périgordien in die Würm-Kaltzeit. Das einleitende Untere Périgordien wird noch von den klimatischen Bedingungen des ausgehenden Interstadials Würm II/III geprägt, jedoch bereits mit einer eindeutigen Tendenz hin zur Abkühlung. Der Rest des Périgordiens war der Kaltzeit des Würm III ausgesetzt – es herrschten die sehr kalten und trockenen Verhältnisse einer Kältesteppe, die gelegentlich kurzzeitig von etwas gemäßigteren Episoden (mit einer sporadischen Rückkehr von Baumwerk, wie beispielsweise während des Interstadials von Tursac) unterbrochen wurden. Das Kältemaximum des Würm III fällt ins Périgordien VI.

## Werkzeugformen und Kunstwerke

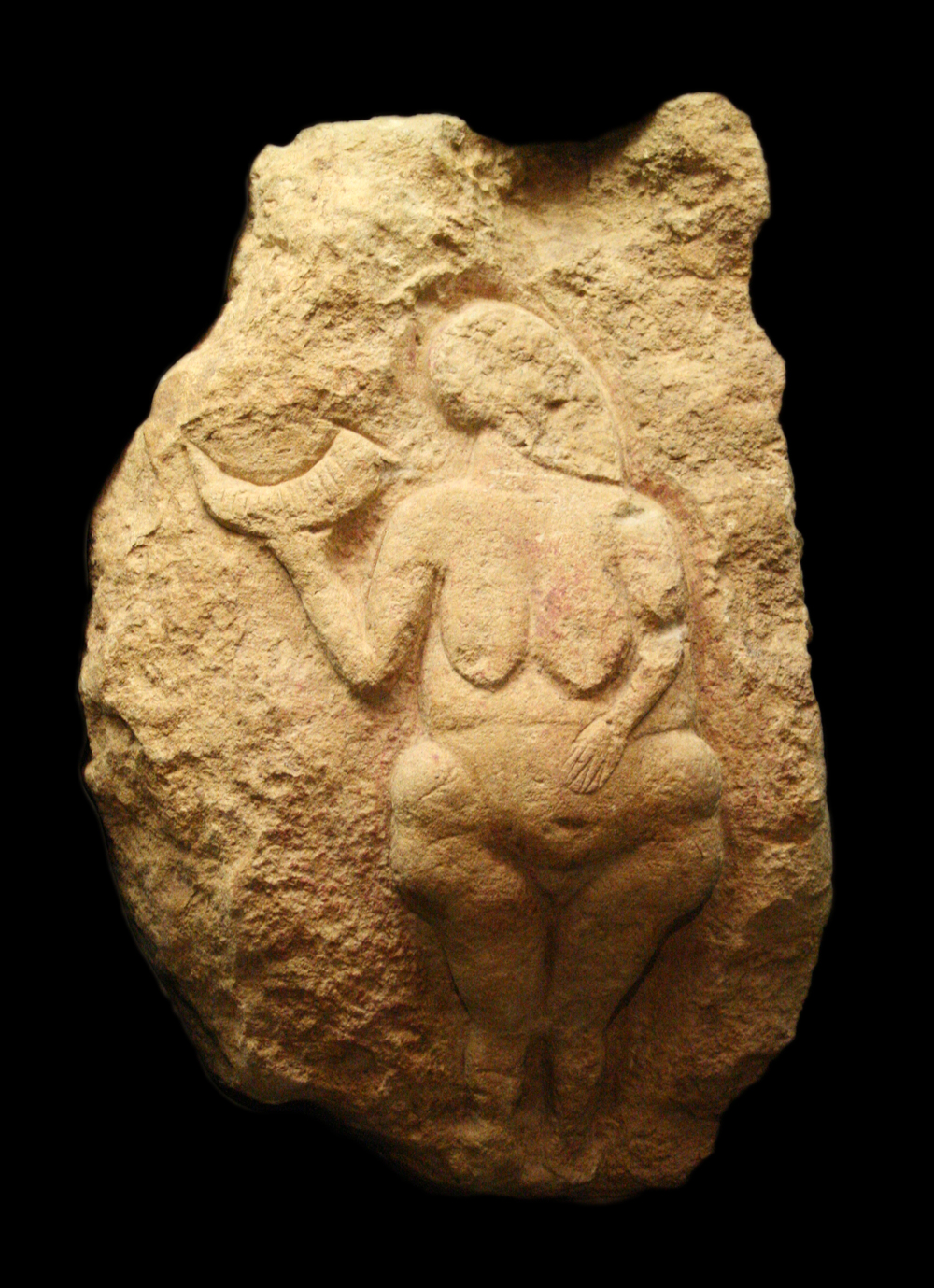
Die Venus von Laussel aus dem Périgordien

Typisch für die Steinwerkzeugindustrie des Périgordien sind Klingen mit abgestumpften Rücken (abrupte Retuschierung) und Stichel mit Stumpf.
Ab dem Périgordien IV (Gravettien) wurden die Klingen dann in Harpunen aus Holz eingesetzt. Mit mehr als 30 % der Werkzeugsfunde überwiegt die Anzahl der Stichel inklusive der Stichel mit Stumpf bei weitem die Anzahl der Schaber.
Zum Beginn des Périgordiens tauchen zum ersten Mal die gekrümmten Châtelperron-Klingen auf. Darauf folgen die überaus häufigen Gravettespitzen als Aufsatz robuster und spitz zulaufender Wurfspieße. Im Périgordien IV finden sich dann die sogenannten Bayac-Pfeilspitzen, im Périgordien V die Font-Robert-Spitzen, die mittels eines Fadens auf dem Stiel befestigt wurden, mit einem Stumpf versehene Werkzeuge (Kerbspitzen) sowie Noailles-Stichel. Im Oberen Périgordien (VI) gibt es gestielte Blattspitzen und Mikrogravette-Spitzen. Im Périgordien VII steigt der Anteil der Stichel auf etwa 40 %, Blattspitzen mit Rücken machen 30 % aus.
Auch aus Knochen wurden Werkzeuge hergestellt, zum Beispiel Ahlen, Dorne, öhrlose Nadeln, Unterlagen zum Glätten und Hacken, Pfeifen aus Rentierphalangen, Schlauchkorken und teilweise sehr langgezogene, doppelkonische Speerspitzen. Knochenmaterial wurde außerdem zu Schmuckzwecken bearbeitet.

## Fundplätze
Folgende Fundplätze führen Schichten des Périgordiens:
- Font-Robert – (Jalón). Périgordien V.
- Gorge d’Enfer – (Dordogne). Unteres und Oberes Périgordien.
- La Ferrassie – (Dordogne).
- La Gravette – (Dordogne). Périgordien IV.
- Labattut (Abri) – (Dordogne). Périgordien IV-VI.
- Laugerie-Haute – (Dordogne).
- Laussel – (Dordogne) Périgordien I-V.
- Le Moustier – (Dordogne).
- Noailles – (Corrèze). Périgord V.
- Oreille d’Enfer – (Dordogne). Périgord V.
- Abri Pataud – (Dordogne). Périgord IV-VII.
- Vignaud (Abri) – (Dordogne). Périgord V.